# A Morte de Cipriano Godebski em Raszyn
A Morte de Cipriano Godebski em Raszyn é uma pintura histórica de 1855 do artista polonês January Suchodolski.  Ele retrata a Batalha de Raszyn em 19 de abril de 1809 durante as Guerras Napoleônicas, especificamente a morte do escritor e soldado polonês Cipriano Godebski.  Com a eclosão da Guerra da Quinta Coalizão, a Áustria lançou uma invasão ao Ducado de Varsóvia, apoiado pela França. As forças polonesas do Ducado lideradas por Józef Poniatowski se reuniram contra eles em Raszyn.  Embora isso não tenha impedido a Áustria de ocupar Varsóvia, eles conseguiram tomar a ofensiva novamente quando Napoleão invadiu a Áustria e tomou Viena .
Poniatowski cavalga no centro da cena, enquanto Godebski, mortalmente ferido, é mostrado morrendo heroicamente, no estilo que lembra A Morte do General Wolfe, de Benjamin West. Suchodolski foi um famoso pintor de cenas de batalha e foi aluno de Horace Vernet. Hoje a pintura está na coleção do Museu Nacional de Varsóvia. 